# Тьйонвіль (округ)
Округ Тьйонвіль (фр. Arrondissement de Thionville) — округ у Франції, в департаменті Мозель. 2023 року округ об'єднував 104 муніципалітети, населення становило 271 571 особу.
Адміністративний центр (супрефектура) — Тьйонвіль.

## Муніципалітети
Список муніципалітетів округу та їхні коди INSEE:
1. Абонкур
2. Аванж
3. Ажан
4. Альгранж
5. Альстрофф
6. Анжвілле
7. Антранж
8. Апак
9. Басс-Ам
10. Басс-Ранжан
11. Бейран-ле-Сьєрк
12. Бер-сюр-Мозель
13. Бертранж
14. Беттеленвіль
15. Брестрофф-ла-Гранд
16. Буланж
17. Бусс
18. Буст
19. Бюден
20. Бюдлен
21. Вальдвестрофф
22. Вальдвісс
23. Вальместрофф
24. Векрен
25. Вітрі-сюр-Орн
26. Вольмеранж-ле-Мін
27. Вольстрофф
28. Гавісс
29. Гандранж
30. Генанж
31. Грендорфф-Бізен
32. Дістрофф
33. Еанж
34. Евранж
35. Ельзанж
36. Енгланж
37. Ентен
38. Еттанж-Гранд
39. Ешеранж
40. Зуффтжан
41. Ілланж
42. Кампліш
43. Канфан
44. Каттеном
45. Кеданж-сюр-Канне
46. Кенігсмакер
47. Кентсіг
48. Керлен-ле-Сьєрк
49. Кірш-ле-Сьєрк
50. Кіршноман
51. Клан
52. Клуанж
53. Кнютанж
54. Конц-ле-Бен
55. Ломесфельд
56. Ломмеранж
57. Лонстрофф
58. Люттанж
59. Маллен
60. Мандеран-Ритсен
61. Маном
62. Мершвеєр
63. Мецервісс
64. Мецереш
65. Мондланж
66. Мондорфф
67. Моннран
68. Монтенак
69. Муаєвр-Гранд
70. Муаєвр-Петіт
71. Нефшеф
72. Нільванж
73. Оден-ле-Тіш
74. Омбур-Бюданж
75. Омец
76. От-Конц
77. Оттанж
78. Пюттланж-ле-Тьйонвіль
79. Рангво
80. Реданж
81. Ремелен
82. Реттель
83. Ришмон
84. Родмак
85. Россланж
86. Рошонвілле
87. Руссі-ле-Віллаж
88. Рюранж-ле-Тьйонвіль
89. Рюссанж
90. Рюстрофф
91. Сереманж-Ерзанж
92. Стуканж
93. Сьєрк-ле-Бен
94. Тервіль
95. Трессанж
96. Тьйонвіль
97. Удренн
98. Фамек
99. Фіксем
100. Фластрофф
101. Флоранж
102. Фонтуа
103. Юканж
104. Юц